# Második bengázi csata

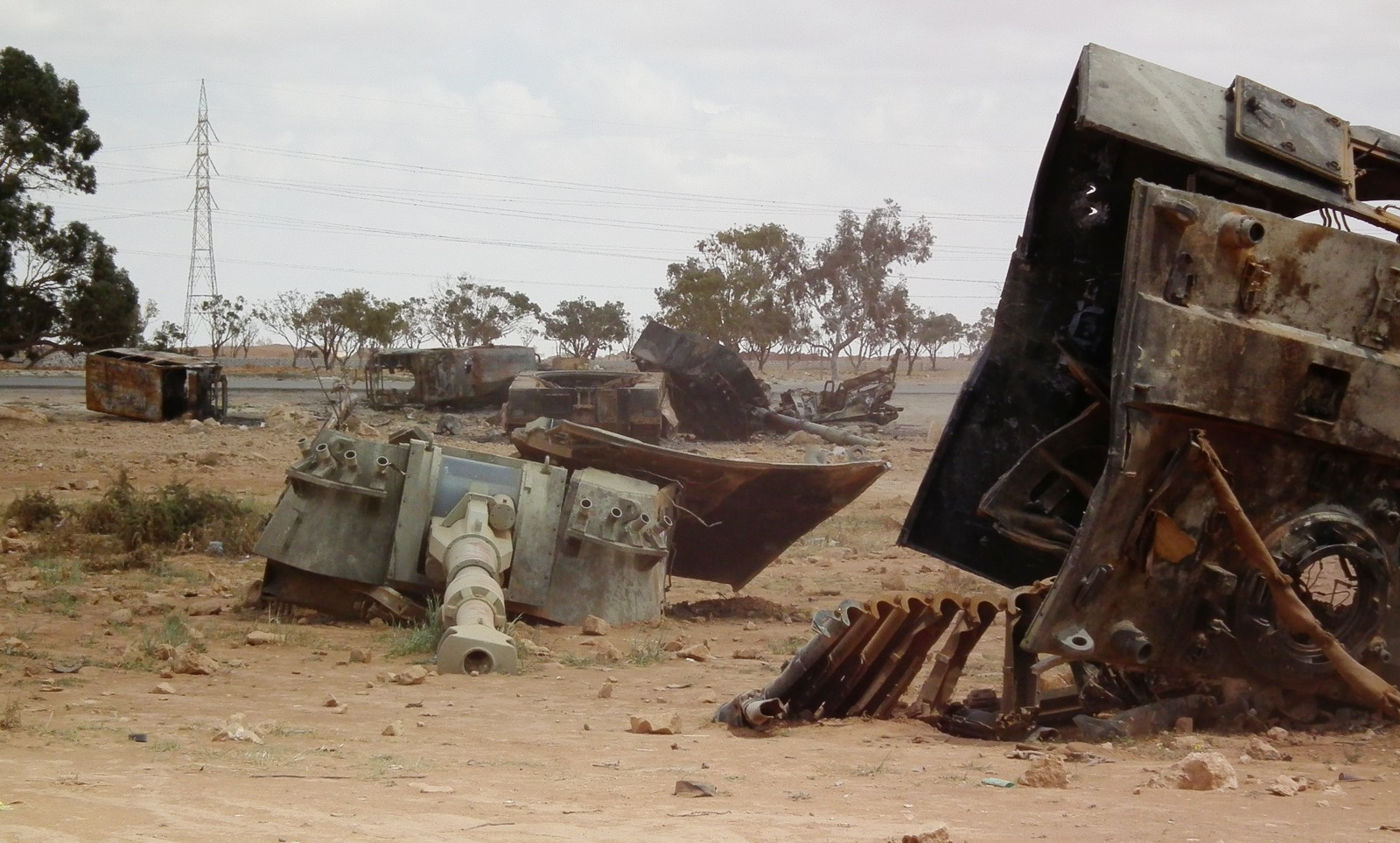
Kadhafi seregének hat, Palmaria típusú önjáró nehéz tarackjának maradványai, amelyeket 2011. március 19-én a francia légierő a Harmattan hadművelet alatt Bengázi délnyugati részén semmisített meg.

A második bengázi csata a Moammer Kadhafihoz hű, és az ellene fellázadó harcosok közötti fegyveres konfliktus volt, amit a líbiai polgárháború részeként vívtak 2011-ben.
Március 18-án Kadhafi erői kikerülték Adzsdabiját, és az egyenesen ide vezető út helyett a tengerparton kerülve érték el a várost. Kora estére a kormány csapatai pár kilométernyire megközelítették a város déli bejáratait. Közülük az egyiket nyugatinak, a másikat délinek szokás nevezni. 

## A csata

### A kormányerők támadása
Március 19-én 19:30-kor Kadhafi csapatai tüzérségi eszközökkel lőtték a várost. 21 óra körül tudtak nyugatról és délről behatolni a városba. Hajnali 2:30-ra azonban a felkelők már kiszorították a kormány csapatainak első csoportját a város falain kívülre.
Napközben a támadások idején a felkelők egyik repülője a földnek csapódott Bengázi külvárosában. A pilóta nem élte túl a becsapódást. A baleset okait nem lehet tudni, de az egyik hajtómű leállására vagy célt tévesztett baráti tűzre gyanakszanak. Mikor a felkelők rájöttek, hogy mi történhetett, a mecsetekből hangszórókon keresztül figyelmeztették a fegyvereseket: „Repülőgépekre ne lőjenek. Azok a mi gépeink!”

### Visszavonulás
Hajnali 4 órakor megérkeztek Líbia légterébe az ENSZ BT 1973. határozatát betartató francia repülőgépek. A repülőgépek felderítéseket végeztek. Ez volt az első lépés a repüléstilalmi zóna kialakítása és a légi támadások megakadályozása érdekében.
Hajnali 4:45-kor egy francia repülőgép lőtte ki a koalíciós erők első lövéseit. Ez Kadhafi seregének egyik páncélozott járművét találta el, ami azonnal meg is semmisült. Később az Al Jazeera arról számolt be, hogy szerinte a franciák akár négy tankot is megsemmisíthettek, de ezt más forrásból nem erősítették meg.
Az Al Jazeera szerint Bengázi lakosai elhagyták a várost, és keletre, a Kadhafi ellen lázadók kezén lévő városokba menekültek. A Pentagonhoz közeli forrásokra hivatkozva az arab hírcsatorna azt közölte, hogy az Odüsszeia Hajnala hadművelet keretében amerikai hadihajókról multifunkciós robotrepülőgépek szálltak fel. Az amerikaiak a szárazföldi hadműveleteket akarták felügyelet alatt tartani.
Reggel 4 órától 2 órán keresztül folyamatosan lőtték Kadhafi seregeinek a tankjait. A Reuters tudósítója megerősítette, hogy a francia légitámadásban legalább hét tankot és páncélozott csapatszállítót megsemmisítettek.
Mullen admirális bejelentette, hogy március 20-án megállították Kadhafi csapatainak előrenyomulását.

## Híres halottak
- Mohammed Nabbous, újságíró, a Libya Alhurra TV alapítója. Miközben élő videóüzenetben tudósított a blogján, egy orvlövész végzett vele.[21]